# Nic van Rossum
Nicolaas Anthonius Gerardus ('Nic') van Rossum (Zwammerdam, 7 maart 1936) is journalist en was van 1974 tot 1988 hoofdredacteur van Elsevier Weekblad (de weekkrant).

## Loopbaan
Na een carrière bij de Leidsche Courant en dagblad De Tijd kwam hij in 1970 als chef-redacteur in dienst van Elseviers Weekblad (de weekkrant). Drie jaar later was hij adjunct-hoofdredacteur om per 1 juni 1974 hoofdredacteur te worden.
Nadat in mei 1988 de weekkrant onderdeel werd van het tijdschrift Elsevier, kreeg Van Rossum de rol van columnist. Zijn eerste column verscheen op 4 juni 1988, zijn laatste op 5 mei 2001. Hij was zeer populair bij de lezers, zodat, nadat hij zijn afscheid had aangekondigd en de brieven van teleurgestelde lezers binnenstroomden, op 2 mei 2001 een afscheidsbijeenkomst werd gehouden in het Tropeninstituut in Amsterdam, waar zijn collega-columnist Pim Fortuyn de afscheidsrede hield. Zijn motto als columnist was: 'Je bent dienaar van je lezers.'
Ter gelegenheid van zijn afscheid kreeg hij de onderscheiding Ridder in de Orde van Oranje-Nassau uitgereikt.